# Fenyér-tejelőgomba
A fenyér-tejelőgomba vagy csarabos tejelőgomba (Lactarius musteus) a galambgombafélék családjába tartozó, Európában honos, fenyvesekben élő, nem ehető gombafaj.

## Megjelenése
A fenyér-tejelőgomba kalapja 5-10 (15) cm széles, alakja kezdetben domború, majd laposan vagy bemélyedően kiterül. Széle fiatalon begöngyölt, később egyenes. Felszíne sima, zsírosan fénylő, nyálkás-ragadós, nedves időben síkos. Színe piszkosfehér vagy halvány krémszínű, okkeres vagy rozsdás foltokkal; legfeljebb csak nagyon halványan zónázott. 
Húsa kemény, merev; piszkosfehér színű, a szélén rózsás árnyalattal. Sérülésre fehér tejnedvet ereszt. Szaga nem jellegzetes vagy kissé gyümölcsös, íze kesernyés és kissé csípős. 
Sűrű lemezei tönkhöz nőttek vagy kissé lefutók. Színük fiatalon fehér, később krémszínű, sérülésre rózsásan vagy rozsdabarnásan foltosodnak.
Tönkje 6-7 (9,5) cm magas és 2-3 cm vastag. Alakja hengeres, vaskos, idősen üregesedő. Felülete hosszanti ráncos, síkos. Színe piszkosfehér, a csúcsán lehet halványrózsaszínes; néha barnásan foltos.
Spórapora piszkosfehér. Spórája elliptikus, tarajokká összeálló tüskedíszítéssel; mérete (7)-8-9 x (5,5)-6-7 µm.

### Hasonló fajok
A bükkösökben élő fakó tejelőgomba és a jegenyefenyő alatt található, nyálkásabb kalapú nyálkás tejelőgomba hasonlít hozzá.   

## Elterjedése és termőhelye
Európában honos, elsősorban északon, Skandináviában gyakori.   
Fenyvesekben, tőzeglápokon fordul elő, erdeifenyő alatt. Augusztustól októberig terem.
Nem mérgező, de csak hosszas áztatás és alapos főzés után van némi élvezeti értéke.  

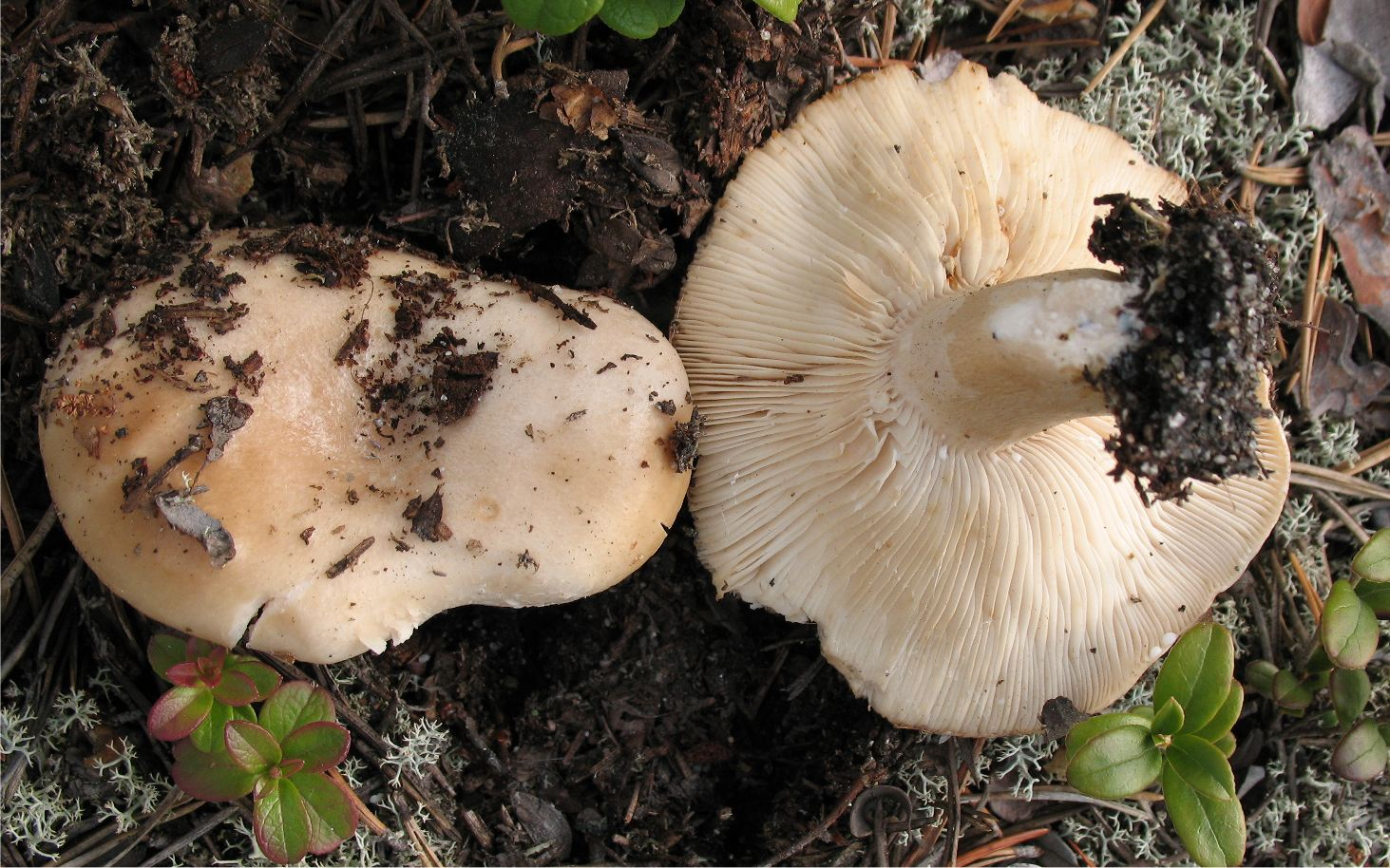
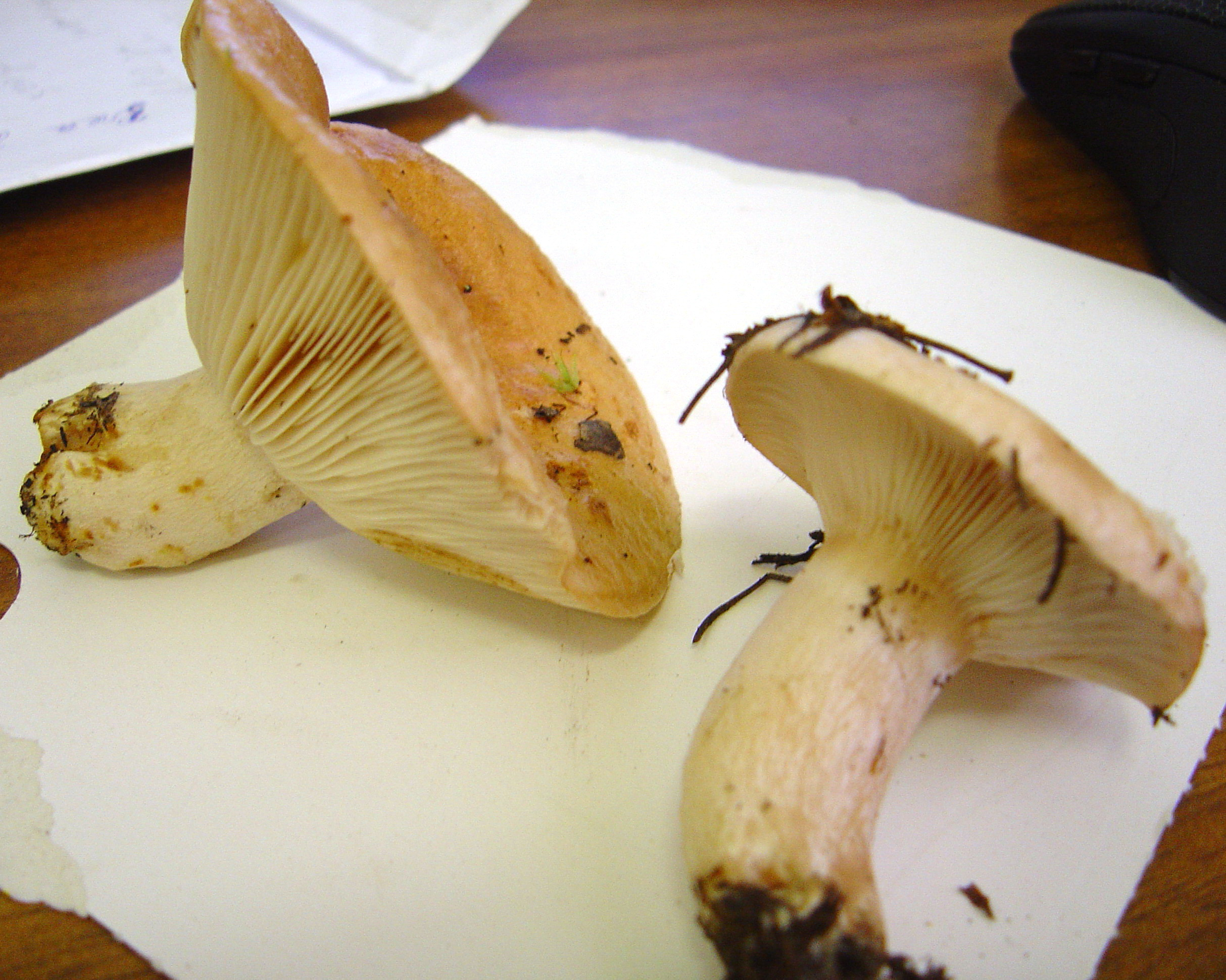
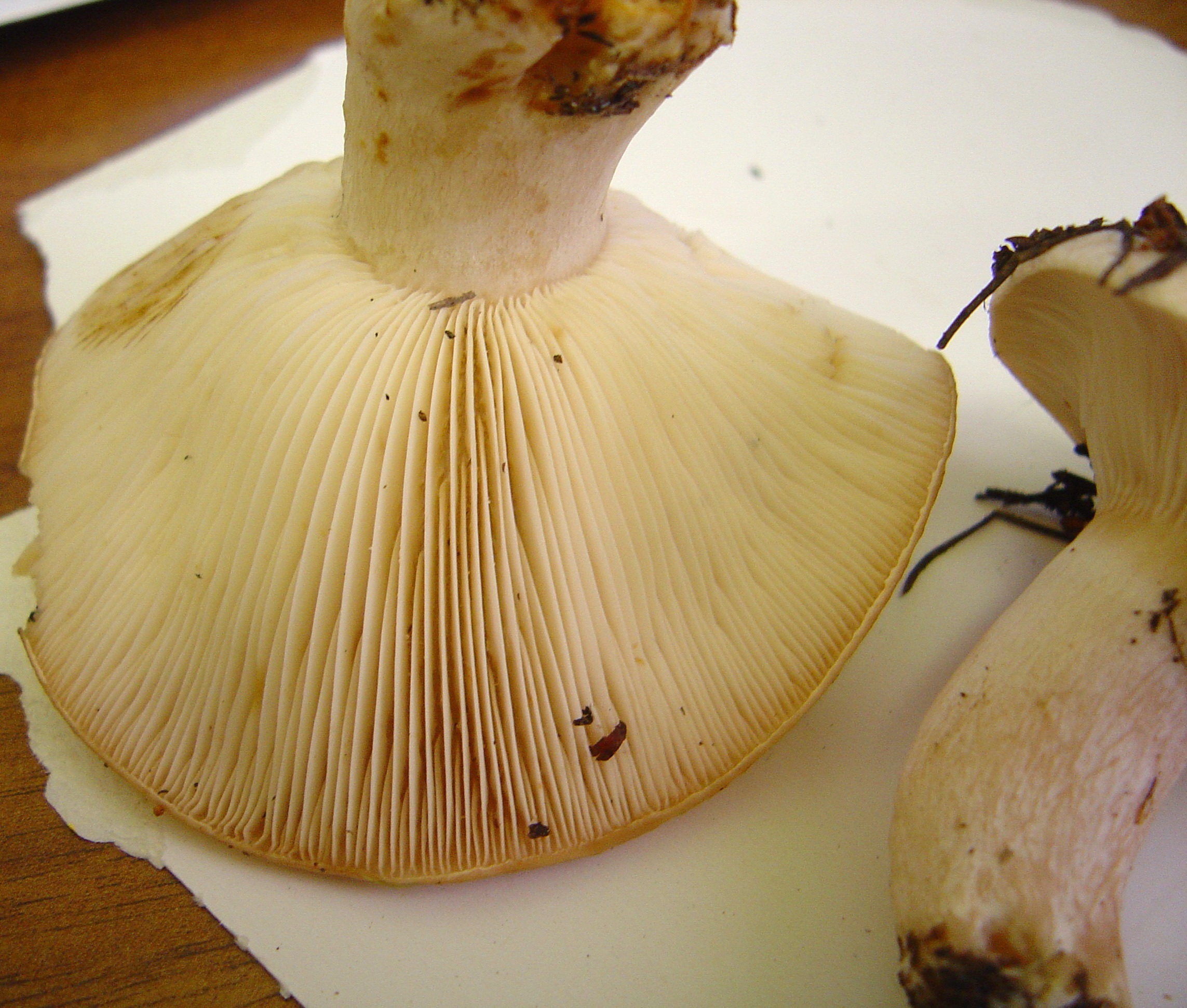